# Anders Johansson i Hässlås
Anders Johansson (i riksdagen kallad Johansson i Hässlås), född 12 november 1869 i Tvååkers socken, död 10 december 1938 i Fastarp, var en svensk lantbrukare och politiker (liberal). 
Anders Johansson, som kom från en bondefamilj, var kommunalman i Stafsinge samt aktiv i den lokala bonderörelsen. Han var också suppleant i Frisinnade landsföreningens förtroenderåd (motsvarande partistyrelse) 1912.
Han var riksdagsledamot i andra kammaren 1918–1920 för Hallands läns valkrets. Som kandidat för Frisinnade landsföreningen tillhörde han dess riksdagsparti Liberala samlingspartiet. I riksdagen var han bland annat ledamot av femte tillfälliga utskottet vid lagtima riksmötet 1919 samt fjärde tillfälliga utskottet år 1920. Han engagerade sig bland annat i investeringspolitiska frågor.